# Tolteken-Fruchtvampir
Der Tolteken-Fruchtvampir (Artibeus toltecus) ist eine Fledermausart aus der Familie der Blattnasen (Phyllostomidae), welche in Zentralamerika beheimatet ist.

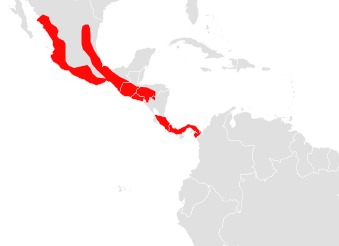
Verbreitungsgebiet des Tolteken-Fruchtvampirs

## Beschreibung
Der Tolteken-Fruchtvampir ist eine kleine Art der Eigentlichen Fruchtvampire mit einem maximalen Gewicht von 16 g. Ihr Fell variiert regional von braun bis schwärzlich, wobei in Zentralamerika blasse Tiere eher in trockenen und dunkle Tiere in feuchten Gebieten vorkommen. Der Name Artibeus leitet sich vom griechischen arti und beus ab, was sich auf das Vorhandensein zweier weißer Streifen im Gesicht bezieht. Die Flughaut ist schwarz, die Ohren dunkelbraun. Wie die meisten Vertreter der Blattnasen besitzt auch der Tolteken-Fruchtvampir ein auffallendes Nasenblatt. Verwechslungsgefahr besteht nur mit dem zum Teil sympatrisch vorkommenden Azteken-Fruchtvampir (Artibeus aztecus), der jedoch größer und schwerer ist.
Der Artname toltecus bezieht sich auf das Volk der Tolteken, das in Veracruz beheimatet war, wo der Holotyp dieser Art gefangen wurde.

## Lebensweise
Der Tolteken-Fruchtvampir schläft tagsüber in Höhlen, Gebäuden und unter Bananenblättern. Diese Fledermausart ist wahrscheinlich wie alle anderen Eigentlichen Fruchtvampire ein Früchtefresser.
Trächtige Weibchen wurden in jedem Monat zwischen Januar und August sowie im Oktober gefangen.

## Verbreitung und Lebensraum
Der Tolteken-Fruchtvampir ist von Mexiko bis Honduras,  sowie in Costa Rica und Panama verbreitet. Ihr Bestand wird von der IUCN dank der weiten Verbreitung als ungefährdet eingestuft.